# Радиозавод (Пенза)
АО «Радиозавод» — предприятие по выпуску оборудования для современных подвижных систем автоматизированного управления войсками и оружием, расположенное в Пензе.
Входит в холдинговую компанию «Росэлектроника» Государственной корпорации «Ростех».
Из-за вторжения России на Украину предприятие находится под санкциями стран Евросоюза, США, Канады и некоторых других стран.

## История предприятия
Пензенский радиозавод организован в соответствии с Постановлением Совета министров СССР от 10.01.1959 г. №43-18 с целью организации выпуска аппаратуры средств ПВО страны. Как самостоятельное предприятие действует с августа 1975 года после выделения из состава Пензенского велозавода им. Фрунзе

В состав АО «Радиозавод» входят четыре филиала, расположенные в Москве, Смоленске и Пензенской области.

На заводе имеется испытательный центр, центральная заводская лаборатория, центральная физическая лаборатория. Система менеджмента качества АО «Радиозавод» сертифицирована в соответствии со стандартами ИСО-9001 и системой управления окружающей средой (СУОС) на соответствие требованиям ГОСТ Р ИСО 14001.
В 2015 году АО «Радиозавод» стал победителем первой Всероссийской премии «Производительность труда: Лидеры промышленности России – 2015» в приборостроении. Производительность труда на предприятии составила 8,10  млн.руб./чел., в то время как в среднем по отрасли эта цифра составляет всего 1,6 млн.руб./чел.

## Техническое перевооружение предприятия
АО «Радиозавод» с 2007 года является участником федеральной программы развития ОПК, рассчитанной до 2020 года. По состоянию на конец 2012 года, в техперевооружение предприятия вложено 173 млн руб. федеральных и 50 млн руб. собственных средств.
Обрабатывающие центры приобретаются предприятием с помощью субсидий из областного бюджета. Новые станки позволяют заменить от 8 до 12 рабочих рук и оперативно реализовать продукцию даже за пределами страны .

## Взаимодействие с ВУЗами
В 2014 году команда предприятия признана лучшей по результатам участия в IV Международном молодёжном промышленном форуме «Инженеры будущего 2014» в Республике Башкортостан.

В рамках XII Научно-технической конференции «Актуальные вопросы развития радиоэлектронной промышленности» ОАО «Росэлектроника» подписала соглашения о сотрудничестве с Пензенским государственным технологическим университетом и Пензенским государственным университетом. Стороны договорились о том, что ПензГТУ и ПГУ станут опорными площадками для регионального этапа конкурса «IT-Прорыв», реализуемого холдингом «Росэлектроника» совместно с ведущими ВУЗами России.

## Продукция
Предприятие имеет современную машиностроительную и радиоэлектронную базу, выпускает также широкую номенклатуру гражданской продукции: сеялки универсальные пневматические, бытовые сушильные шкафы для овощей и фруктов, светодиодные светильники.

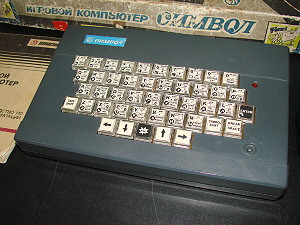
Компьютер для игр "Символ"

Помимо указанной продукции, с начала 1990-х годов до 1995 года на АО «Радиозавод» производился компьютер «Символ». 

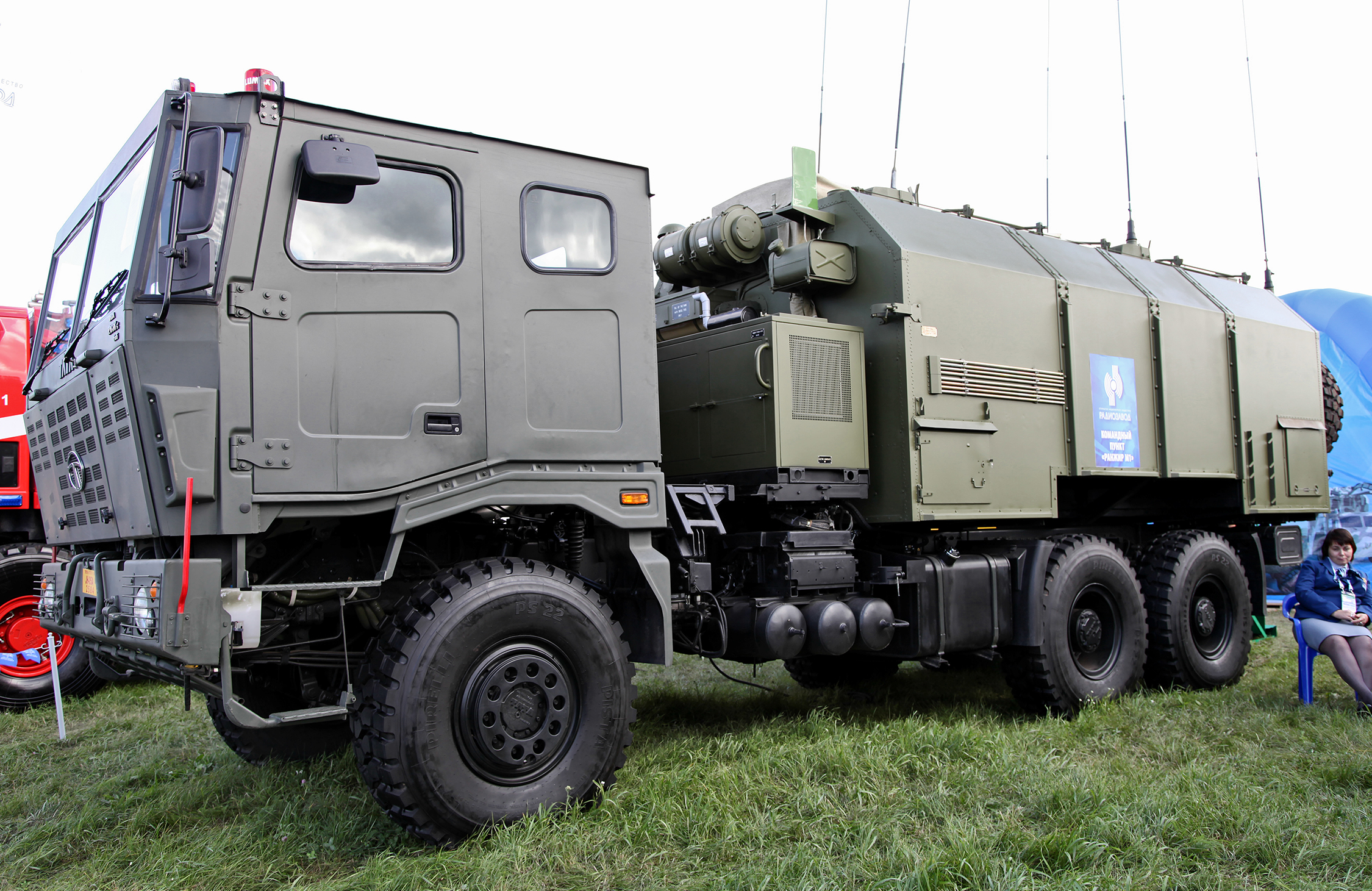
Унифицированный командный пункт 9С737МК Ранжир-М1 на шасси ТАТА

Продукция завода военного назначения по своим технико-технологическим характеристикам (подвижные пункты управления ПУ-12 М6, ПУ-12 М7, мобильные посты автоматизированной обработки радиолокационной информации ПОРИ-П1М и ПОРИ-П2ВМ) с успехом конкурирует с аналогичными изделиями США, Японии, Германии.

### Батарейный командирский пункт Ранжир-М1
Батарейный командирский пункт Ранжир (УБКП) был предназначен для автоматизированного управления боевыми действиями зенитных средств подразделений ПВО на стоянке и в движении.
Модернизация Ранжир (УКБП) получила название Ранжир-М (обозначение ГРАУ — 9С737М). В основные функции этого комплекса входит автоматизированное управление батареями, в состав которых могут входить ЗРК 9К330 «Тор», 9К331 «Тор-М1», 9К35М3 «Стрела-10М3», а также ЗПРК 2К22 «Тунгуска».
Обеспечивает управление зенитной ракетной системой (ЗРС) "Тор-М1" (изделие 9А331-1) в составе четырёх боевых машин (БМ) по телекодовым каналам связи.

На базе Ранжир-М пензенским ОАО "Радиозавод" создан модернизированный пункт 9С737МК Ранжир-М1, представленный на авиасалоне МАКС-2013.

### Поляна-Д4М1
Поляна-Д4М1 - автоматизированная система управления боевыми действиями зенитной ракетной бригады в составе ЗРС С-300В и/или ЗРК «Бук».
Является глубокой модернизацией комплекса Поляна-Д4, и может обрабатывать до 500 целей и сопровождать до 255 из них, имеет 20 каналов передачи данных со скоростью до 32 кбит/с. «Поляна» взаимодействует с авиационными комплексами РЛДН, командными пунктами управляемых зенитных ракетных подразделений и вышестоящих штабов – всего до 14 объектов совместной работы, в том числе с 1 вышестоящим КП, 4 взаимодействующими КП, 6 управляемыми подразделениями и 3 источниками радиолокационной информации.
АСУ "Поляна-Д4М1" имеет 12 автоматизированных рабочих мест планирования и боевого управления, из которых осуществляется целераспределение между подразделениями, формирование в случае необходимости запретов на стрельбу, а также выборочное оповещение о 50 воздушных целях в 12 направлениях. Координаты места и точного времени определяются с помощью спутниковых навигационных систем ГЛОНАСС или NAVSTAR.

### Пульт управления батареей ЗРК ПУ-12М7
Пульт управления батареей ЗРК ПУ-12М7 - подвижный пункт управления подразделений ПВО (батарейный командирский пункт). Первый опытный образец машины 9С482М7 был продемонстрирован в 2007 году на международной авиакосмической выставке МАКС-2007 в Жуковском.

ПУ-12М7 является последующей модификацией подвижного пункта управления ПУ-12М6. Основным отличием от базового варианта является наличие современного оборудования, позволяющего более эффективно решать боевые задачи. Благодаря новому приборному составу дальность передачи информации по радиоканалу была увеличена до 40 км, а также появилась возможность сопряжения с РЛС по телекодовому каналу для получения информации о воздушной обстановке.

### Автоматизированная система управления минометной батареей
Впервые представлена на RAE-2013 и включает в себя подсистемы разных уровней, от передового корректировщика огня артиллерии через командиров орудийных расчетов и, в итоге, до старшего офицера и командира минометной батареи. Система совместима с советскими и российскими минометами типов ПМ-120, БМ-37, 2Б9, 2Б11, 2Б14, 2Б16, 2Б23, 2Б24, 2Б25 и 2С12.
Комплекс автоматизации командно-наблюдательного пункта предназначен для автоматизации процессов управления артиллерийской (минометной) батареей при подготовке и при проведения боевых действий, и может быть представлен в двух вариантах – базовом и облегченном. Базовый комплекс, предназначенный для формирования программно-технических комплексов (ПТК) командира и старшего офицера батареи, размещен в защитных транспортных чемоданах-контейнерах. В облегченном варианте технические средства должностных лиц батареи размещены в разгрузочном жилете.

Комплекс позволяет сократить время выполнения огневых задач, повысить скорость и точность передачи данных за счет использования цифровых каналов обмена информацией параллельно с голосовой связью.
По словам одного из разработчиков автоматизированной системы управления минометной батареи Владимира Кузьмина, при использовании этой новинки в войсках точность попадания уже при первом выстреле достигает почти ста процентов.

## Галерея

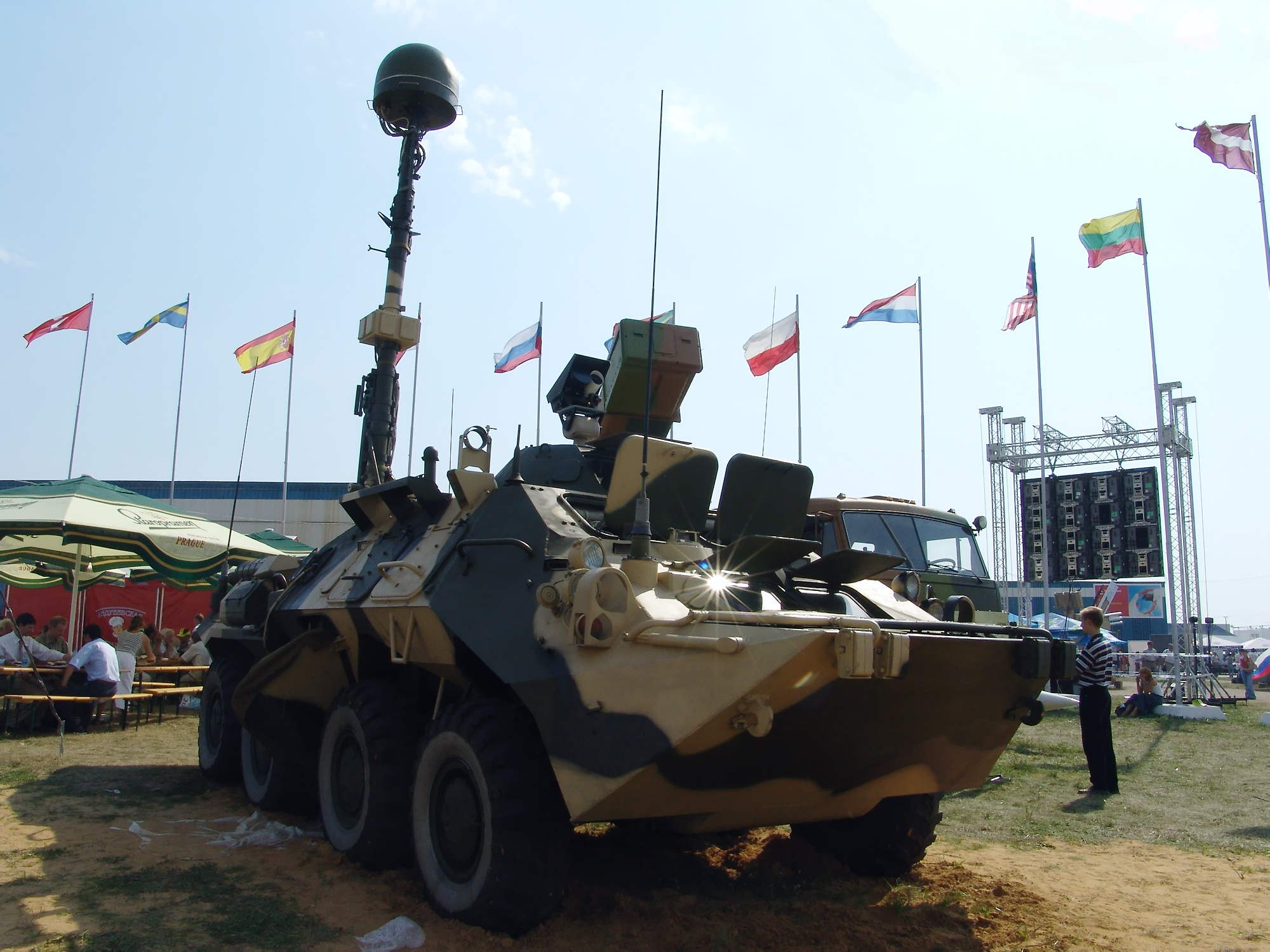
Пульт управления батареей ЗРК ПУ-12M7
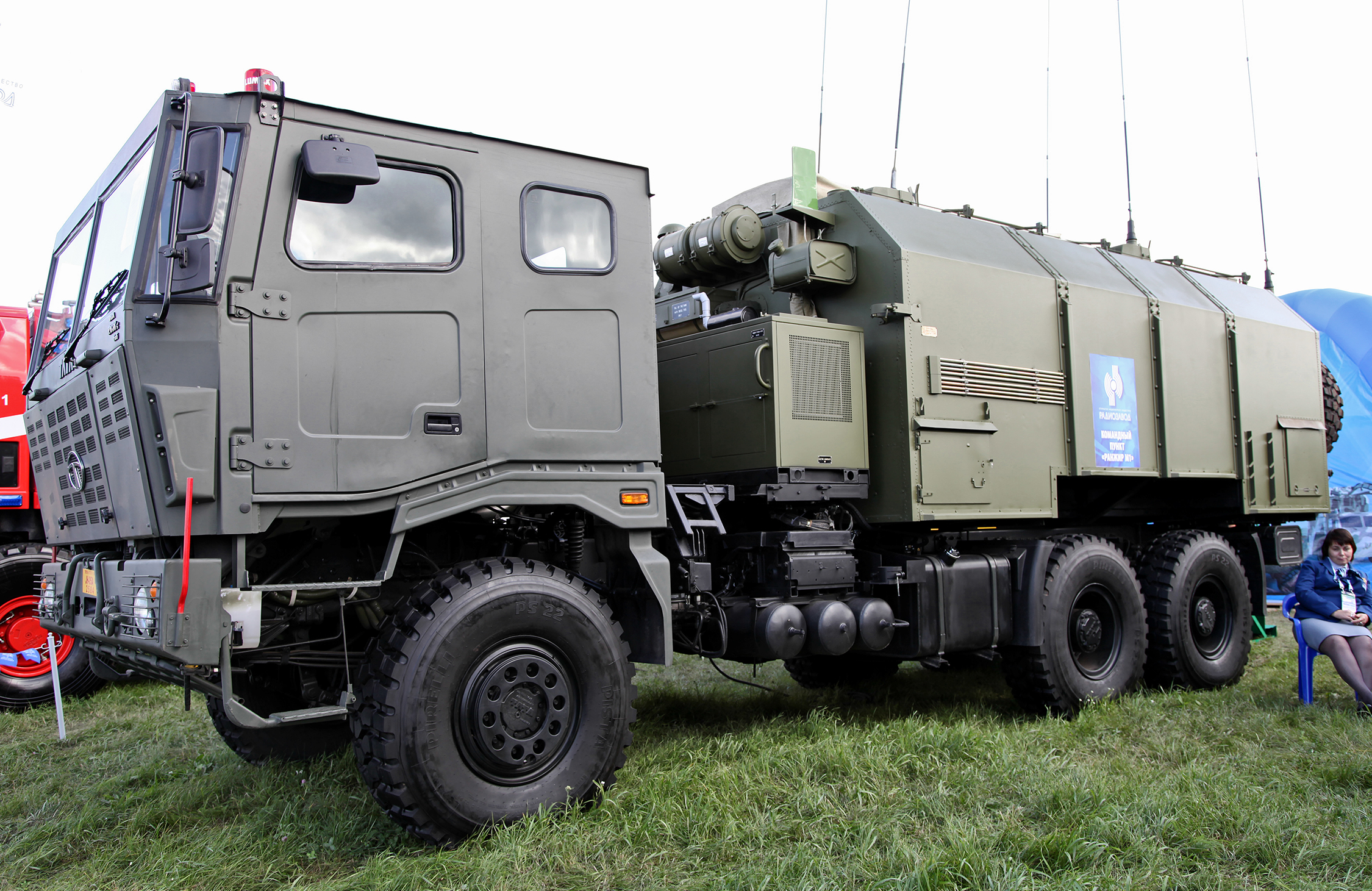
Унифицированный командный пункт 9С737МК Ранжир-М1 на шасси ТАТА
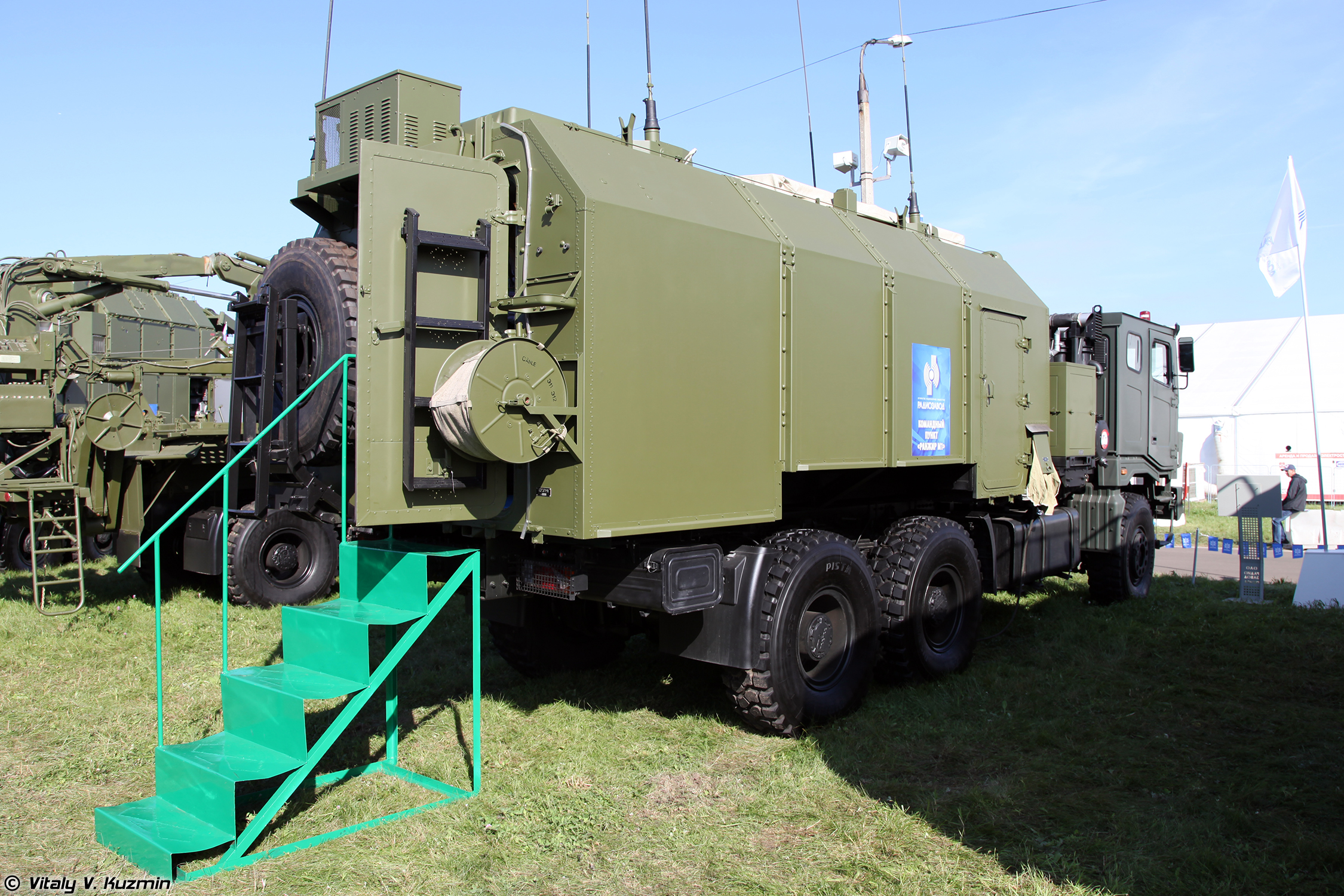
Унифицированный командный пункт 9С737МК Ранжир-М1 на шасси ТАТА
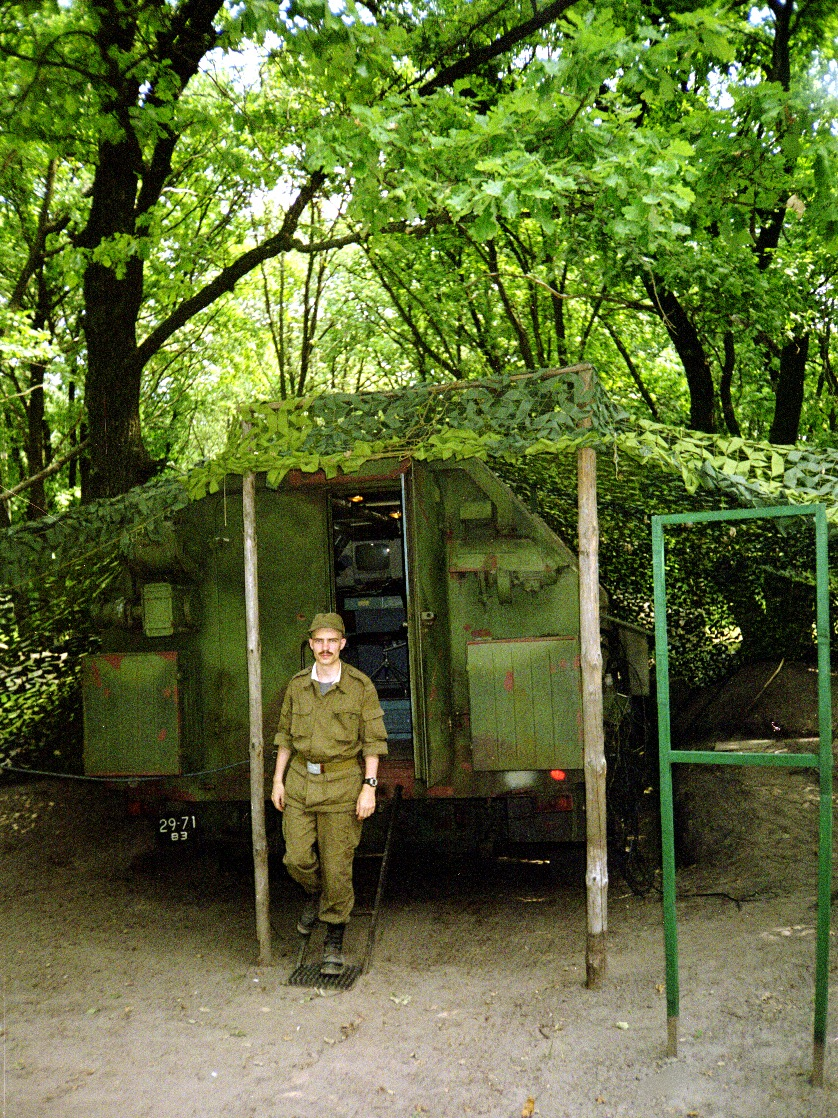
Командный пункт Поляна-Д4
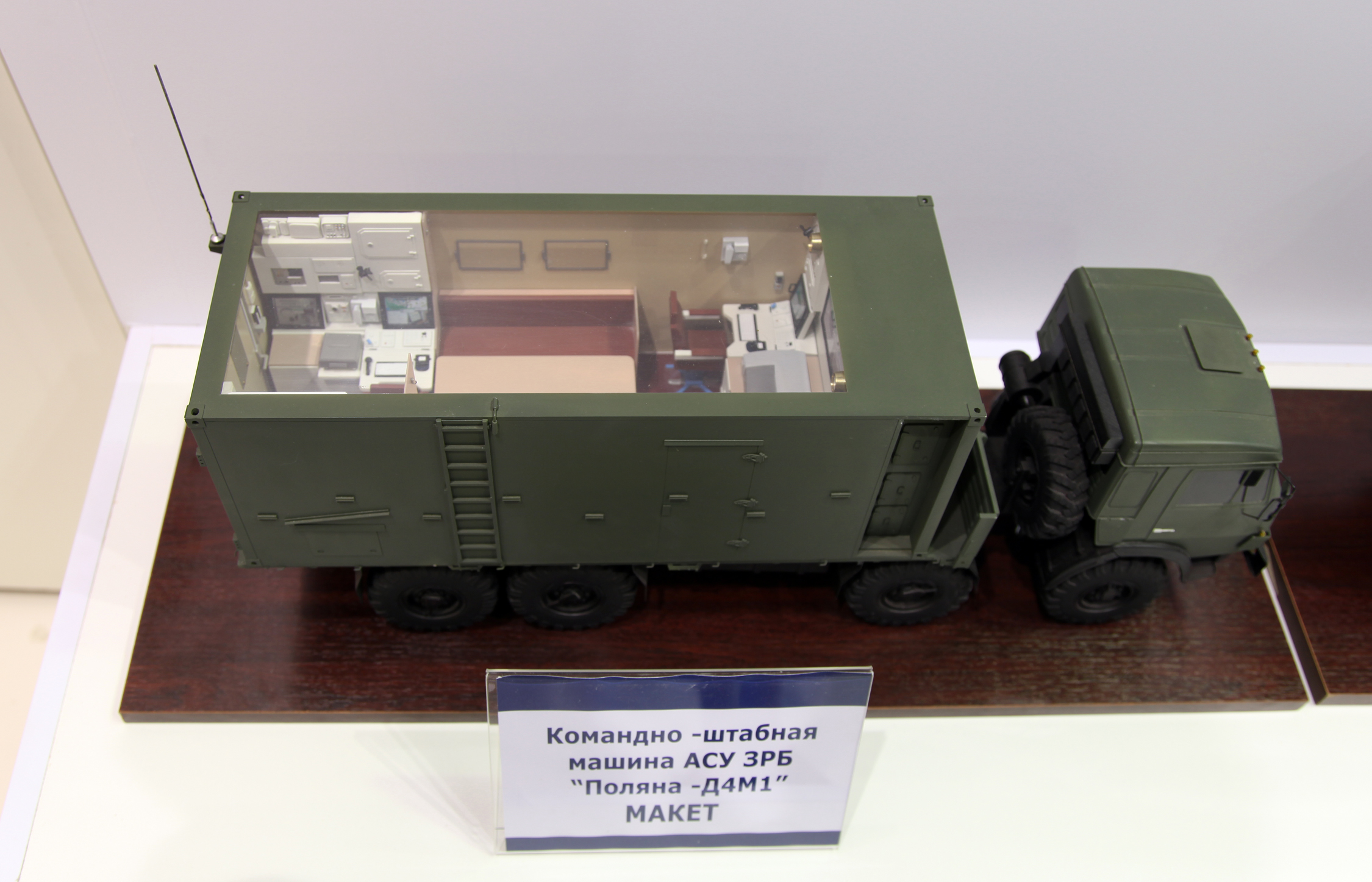
КШМ АСУ ЗРБ Поляна Д4М1